# Анастасия Карпова
Анастасия Леонидовна Карпова (на руски: Анастасия Леонидовна Карпова) е руска певица, известна с участието си в женската поп-група „Серебро“.

## Ранен живот
Анастасия Карпова е родена на 2 ноември 1984 г. в Балаково, Саратовска област. Въпреки че не се интересува много от музика в ранна възраст, Карпова започва да танцува в балетната трупа „Улица Джаз“. Също така посещава часове по пеене, като по-късно решава да стане певица.

## Серебро
На 18 юни 2009 г. е обявено, че Марина Лизоркина напуска поп-групата Серебро, която представя Русия на конкурса Евровизия 2007 г., и придобива голяма популярност в Русия и бившите страни от СССР. Продуцентът на Серебро Максим Фадеев, провежда прослушване за неин заместник в групата. Анастасия Каропова заменя Лизоркина, и се присъединява към Елена Темникова и Олга Серябкина като нова певица в триото. Тя казва: „Съдбата често дава шанс да печелиш. Важното е, да го използваш правилно“.
Карпова се появява за първи път със Серебро на наградите на радио „Хит Груп“, в Санкт Петербург на 25 юни 2009 г. Първата ѝ песен с групата е „Сладко“, за която е заснет и музикален клип. На концерт на 27 септември 2013 г. в Санкт Петербург, Карпова обявява, че напуска групата, за да се съсредоточи върху соловата си кариера.
Когато Елена Темникова също напуска, официално по здравословни причини, Карпова се съгласява да се върне временно, за да може Серебро да продължи с концертите като трио.

## Дискография
| - „Сладко“ (Like Mary Warner) (2009) - „Не время“ (Sexing U) (2010) - „Давай держаться за руки“ (Angel Kiss) (2010) - „Мама Люба“ (Mama Lover) (2011) - „Мальчик“ (Gun) (2012) - „Мало тебя“ (2013) - „Mi Mi Mi“ (2013) | - „С тобой“ (2014) - „Мама (с участието на Стен)“ (2014) - „Разорву“ (2015) - „Лети“ (2015) - „Согреться“ (2016) |